# Теста, Альберто
Альберто Теста (итал. Alberto Testa: 11 апреля 1927, Сантус, Сан-Паулу — 19 октября 2009, Веллетри, Лацио) — итальянский композитор, автор текстов, певец и сценарист.
Родился в Сантусе, Сан-Паулу, Бразилия, известен прежде всего как автор текстов. Среди его соавторов были Тони Ренис (например, «Quando, quando, quando» и «Grande, grande, grande») и Мемо Ремиджи. В числе певцов, исполнявших его песни, были Ширли Бэсси и Мина.
Альберто Теста также писал песни для таких исполнителей, как Лучано Паваротти, Андреа Бочелли и Селин Дион (в том числе «The Prayer» и «I Hate You Then I Love You»). «The Prayer», исполненная в 1998 году Селин Дион и Андреа Бочелли, которую Теста написал в соавторстве с Дэвидом Фостером, Тони Ренисом и Кэрол Байер-Сейджер, получила премию за лучшую оригинальную песню на 56-й церемонии вручения премии «Золотой глобус».
Умер в Риме 19 октября 2009 года.